# Färöische Fußballmeisterschaft 1969
Die Färöische Fußballmeisterschaft 1969 wurde in der Meistaradeildin genannten ersten färöischen Liga ausgetragen und war insgesamt die 27. Saison. Sie startete am 27. April 1969 und endete am 7. September 1969.
Meister wurde Titelverteidiger KÍ Klaksvík, die den Titel somit zum vierten Mal in Folge und zum 13. Mal insgesamt erringen konnten. KÍ blieb über die gesamte Saison verlustpunktfrei, was bisher nur TB Tvøroyri 1949 sowie HB Tórshavn 1973 und 1975 gelungen war.
Im Vergleich zur Vorsaison verschlechterte sich die Torquote auf 4,45 pro Spiel, was den niedrigsten Schnitt seit 1965 bedeutete. Die höchsten Siege erzielte HB Tórshavn in den Spielen gegen VB Vágur. Das Auswärtsspiel wurde mit 7:1 gewonnen, was zugleich das torreichste Spiel darstellte, das Heimspiel gewann HB mit 6:0.

## Modus
In der Meistaradeildin spielte jede Mannschaft an acht Spieltagen jeweils zweimal gegen jede andere. Die punktbeste Mannschaft zu Saisonende stand als Meister dieser Liga fest, eine Abstiegsregelung gab es nicht.

## Saisonverlauf
KÍ Klaksvík konnte alle Saisonspiele gewinnen, so auch beide Duelle gegen den einzigen ernsthaften Konkurrenten HB Tórshavn. Das Hinspiel gewann KÍ auswärts mit 4:2, das Heimspiel mit 4:3.

## Abschlusstabelle
| Pl. | Verein          | Sp. | S | U | N | Tore    | Quote | Punkte |
| --- | --------------- | --- | - | - | - | ------- | ----- | ------ |
| 1.  | KÍ Klaksvík (M) | 8   | 8 | 0 | 0 | 025:120 | 2,08  | 16:0   |
| 2.  | HB Tórshavn (P) | 8   | 6 | 0 | 2 | 032:130 | 2,46  | 12:40  |
| 3.  | TB Tvøroyri     | 8   | 2 | 1 | 5 | 012:180 | 0,67  | 05:11  |
| 4.  | B36 Tórshavn    | 8   | 2 | 0 | 6 | 012:190 | 0,63  | 04:12  |
| 5.  | VB Vágur        | 8   | 1 | 1 | 6 | 008:270 | 0,30  | 03:13  |

Platzierungskriterien: 1. Punkte – 2. Torquotient
| (M) | Meister 1968     |
| (P) | Pokalsieger 1968 |

## Spiele und Ergebnisse
|              | B36 | HB  | KÍ  | TB  | VB  |
| ------------ | --- | --- | --- | --- | --- |
| B36 Tórshavn |     | 1:4 | 1:2 | 1:0 | 5:1 |
| HB Tórshavn  | 2:1 |     | 2:4 | 5:1 | 6:0 |
| KÍ Klaksvík  | 4:2 | 4:3 |     | 4:1 | 3:1 |
| TB Tvøroyri  | 4:1 | 1:3 | 1:2 |     | 3:1 |
| VB Vágur     | 2:0 | 1:7 | 1:2 | 1:1 |     |

## Spielstätten
| Mannschaft   | Stadion        | Spielort |
| ------------ | -------------- | -------- |
| B36 Tórshavn | Gundadalur     | Tórshavn |
| HB Tórshavn  | Gundadalur     | Tórshavn |
| KÍ Klaksvík  | Við Djúpumýrar | Klaksvík |
| TB Tvøroyri  | Sevmýri        | Tvøroyri |
| VB Vágur     | Á Eiðinum      | Vágur    |

## Nationaler Pokal
Im Landespokal gewann HB Tórshavn mit 2:0 gegen B36 Tórshavn. Meister KÍ Klaksvík schied im Halbfinale mit 0:2 gegen B36 Tórshavn aus.